# Талдыкорганское викариатство
Талдыкорганское викариатство — полусамостоятельное викариатство Астанайской и Алма-Атинской епархии Казахстанского митрополичьего округа Русской Православной Церкви.

## История
25 июля 2014 года решением Священного синода Русской православной церкви было учреждено номинальное викариатство и был назначен епископ Нектарий (Фролов) викарием Астанайской епархии с титулом Талдыкорганский, на основании рапорта архиепископа Астанайского Александра (Могилёва) для помощи правящему архиерею Астанайской и Алматинской епархии по управлению епархией.
Полусамостоятельное викариатство было учреждено решением Священного Синода 24 марта 2022 года в административных границах Алма-Атинской области с центром в городе Талдыкорган.
Тогда же епископом Талдыкорганским был избран иеромонах Клавдиан (Поляков).

## Архиереи
Номинальное Талдыкорганское викариатство
- Нектарий (Фролов) (25 июля 2014 — 24 сентября 2021)

Полусамостоятельное Талдыкорганское викариатство
- Клавдиан (Поляков) (с 6 мая 2022)